# 博尼法乔城堡

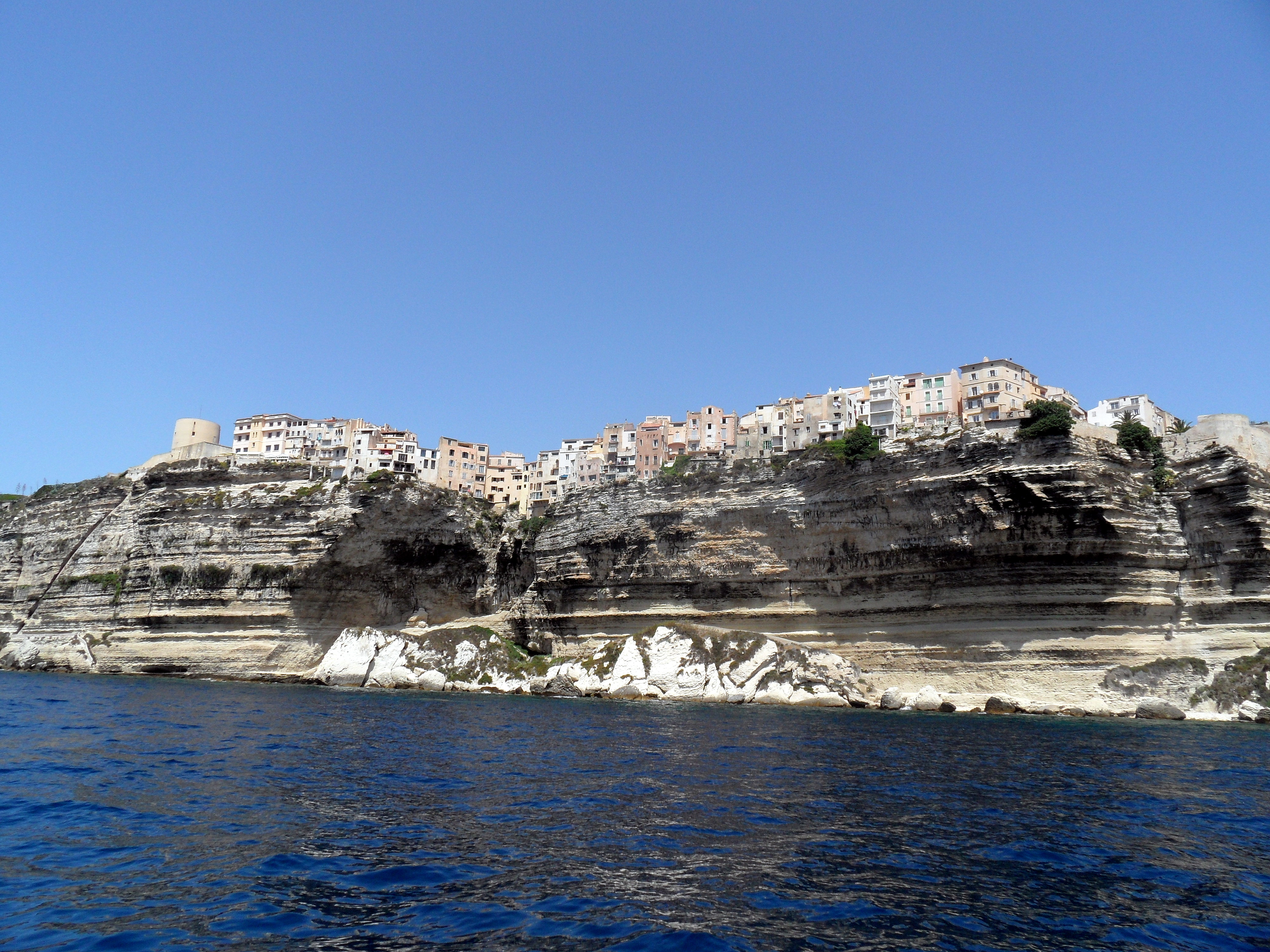

博尼法乔城堡（法语：Citadelle de Bonifacio）位于科西嘉岛南端的博尼法乔，是热那亚共和国用于控制博尼法乔海峡，保护热那亚，利古里亚和撒丁岛之间贸易安全的军事机构设施，始建于12世纪。它位于约60米高的石灰岩高原上，在海边呈现出高高的悬崖。

## 保护
1929年10月24日，该城堡列为法国历史遗迹。